# Позняк Зенон Станіславович
Зено́н Станісла́вович Позня́к (біл. Зянон Станіслававіч Пазьняк; нар. 24 квітня 1944, Суботники, Ів'євський район, Гродненська область, Білоруська РСР, СРСР) — білоруський політик і громадський діяч, один із засновників Білоруського Народного Фронту «Відродження», голова Консервативно-Християнської Партії — БНФ. Онук відомого білоруського діяча у міжвоєнній Польщі Яна Олександровича Позняка.

## Біографія
Зенон Станіславович Позняк народився 24 квітня 1944 року в містечку Суботники Ів'євського району Гродненської області.
Закінчив Білоруський державний театрально-художній інститут. Працював завідувачем сільського клубу, працівником сцени, фотографом, маляром-оформлювачем, науковим працівником Інституту історії.
У 1990—1995 — депутат Верховної Ради Білорусі. Брав участь у президентських виборах 1994 року, отримав 12,8 % голосів (3 місце). 1996 року емігрував до США.

Результати Позняка на виборах президента Білорусі 1994 року

У січні 2023 року Позняк відвідав Україну. Зокрема, він разом із бійцями полку Калиновського відвідав Бахмут, який тоді був найгарячішою ділянкою фронту.
У березні 2023 року Позняк заявив, що Вільнюс є білоруським містом і розповів, як його потрібно відокремити від Литви шляхом надання «особливого статусу».
У 106-ту річницю проголошення незалежності Білоруської Народної Республіки вперше Голова Ради БНР Івонка Сурвіла підписала указ про нагородження Зенона Позняка орденом Погоні з нагородженням Хрестом ордена Погоні "за вагомий внесок у справу незалежності Білорусі, національне відродження, захист демократії. 27 квітня 2024 року йому вручено орден «Погоня» та Командорський хрест ордена Погоні, що є найвищою нагородою Ради БНР.

## Творчість
Зенон Позняк є автором майже сотні наукових, політичних і культурологічних статей, також він видав близько десяти книжок і брошур.

### Книги
- «Справжнє обличчя [Архівовано 3 квітня 2008 у Wayback Machine.]» (1992)
- «Курапаты [Архівовано 13 квітня 2008 у Wayback Machine.]» (1994, спільно з Євгеном Шмигальовим)
- «Глерея Патрія [Архівовано 7 квітня 2008 у Wayback Machine.]» (2000), книга фото-віршів.
- «Новае Стагодзьдзе [Архівовано 16 травня 2008 у Wayback Machine.]» (2002), збірник політично-освітницьких артыкулаў. ISBN 9955-9337-4-7
- «Розмови з Антоном Шукелойцем [Архівовано 7 квітня 2008 у Wayback Machine.]» (2004), культурна-освітницьке видання, у формі інтерв'ю розповідає про життя і діяльність Антона Шукелойця
- «Білорусько-російська війна [Архівовано 30 травня 2008 у Wayback Machine.]» (2004)
- «Вялікае Княства [Архівовано 13 квітня 2008 у Wayback Machine.]» (2005), поема у трьох частинах
- «Промосковський режим [Архівовано 18 листопада 2007 у Wayback Machine.]» (2005)

## Політичні погляди

### Національний міф
Позняк дотримується погляду, притаманного багатьом білоруським діячам, що Велике князівство Литовське, Руське, Жемайтійське та інших було білоруською державою і, відповідно, частина територій сусідніх держав (Росії, Литви, України та Польщі) — це білоруські етнічні землі, зокрема:
|                               | ...в середині XVII століття у складі Великого князівства знаходилися всі білоруські етнічні землі: Смоленщина, Двинщина, Сіверщина, Віленщина, Підляшшя. Територія Білоруської Народної Республіки в 1918 році разом із цими землями сягала майже 400 тисяч квадратних кілометрів. Оригінальний текст (біл.) ...ў сярэдзіне XVII стагоддзя у Вялікім Княстве знаходзіліся ўсе беларускія этнічныя землі: і Смаленшчына, і Дзьвіншчына, і Севершчына, і Віленшчына, і Падляшша. Тэрыторыя Беларускай Народнай Рэспублікі ў 1918 г. разам з гэтымі землямі дасягала блізу 400 тысячаў квадратных кілёмэтраў. |
| — зі статті на сайті Позняка, | |

### Зовнішня політика
1992 року Зенон Позняк висунув ідею створення буферного союзу як міжнародного утворення без військових баз Північноатлантичного альянсу та новоствореної Російської Федерації на кшталт «Балто-Чорноморської осі». Однак, Лукашенко в роки свого управління підписав з Росією договір про співдружність, а 1999 року підписав договір про створення «Союзної держави Росії та Білорусі», що став юридичною і політичною підставою до втрати Білоруссю суверенітету, а, відтак, місцева влада де-факто стала маріонетковою. У колах білоруської опозиції популярна ідея створення союзу за образом Речі Посполитої. Часто вона збігається з прометеїстською конфедерацією «Міжмор'я», включаючи держави Центральної та Східної Європи, однак не поширюється ні на Кавказ, ні на нордичні країни.

## Оцінка
У 2023 році Айдер Муждабаєв розкритикував Зенона Позняка, литвиністів, їхні претензії на історію Литви та столицю Вільнюс і дійшов висновку, що таких литвинів потрібно депортувати з Литви з вовчими квитками, а литовців назвав «нашими друзями».